# Canon EOS-1D X Mark III
La Canon EOS-1D X Mark III és una càmera rèflex digital de 35 mm (Full Frame) fabricada per Canon. Aquesta, va ser anunciada el 6 de gener de 2020 amb un preu de venta suggerit de 7.419€ només cos.
Aquest model va substituir a la Canon EOS-1D X Mark II. La gamma de les EOS 1D, són les càmeres vaixell almirall de la marca.
El 2021, Canon va confirmar que aquest model seria l'últim vaixell almirall reflex de la companyia, ja que aquesta es vol centrar en la producció de càmeres sense mirall.
El 2020 el fotògraf de vida salvatge Thorsten Milse, en el seu cinquè viatge a la biodiversa regió del Pantanal de Brasil, va utilitzar aquesta càmera per a fotografiar les següents espècies amenaçades de la Llista Vermella: Jaguar, ocelot i llúdria gegant.
Durant el Copa del Món de Futbol de 2022 a Qatar, aquest model va ser el més utilitzat pels fotògrafs acreditats. Dels 263 fotògrafs, 166 van usar equips de Canon.

## Característiques[6]
Les seves característiques més destacades són:
- Sensor d'imatge CMOS Full Frame de 20,1 megapíxels
- Processador d'imatge DIGIC X
- 191 punts d'autoenfocament / 155 punts en creu
- Dual Píxel amb detecció de cara
- Disparo continu de 20 fotogrames per segon
- Sensibilitat ISO 100 - 102.400 (ampliable fins a L: 50 o H1: 204.800, H2: 409.600, H3: 819.200)
- Gravació de vídeo: RAW en 5,5K fins a 59,94 fps i 4K a 59,94 fps
- Filtre de pas baix[7]
- Pantalla LCD de 3,2" de 2.100.000 píxels
- Connexió NFC, Wi-Fi i connector RJ-45
- Bateria LP-E19
- Entrada de Jack de 3,5mm per a micròfons externs o gravadores i entrada d'auriculars
- Cos d'aliatge de magnesi amb protecció contra esquitxades i pols

## Diferències respecte a la 1D X Mark II[8]
- Nou sensor d'imatge, el qual aporta més rang dinàmic i rendiment en sensibilitats altes[7]
- Enfocament: 191 punts d'enfocament, dels quals 155 en creu, en lloc de 61 punts amb 41 en creu. També es va incorporar una tecnologia d'aprenentatge profund, així la càmera aprèn la forma correcta d'analitzar una escena en viu[7]
- Sensibilitat ISO: Fins a ISO 102.400, en lloc de 51.200
- Processador: Digic X, enlloc de Digic 6+
- FPS: 20 fps, en lloc de 16 fps
- Gravació de vídeo: Gravació de vídeo RAW 5,5K a 59,94 fps, en lloc de vídeo 4K a 59,94 fps
- Bateria amb capacitat per realitzar fins a 2.850 fotografies, en lloc de 1.210
- Transmissió WI-Fi que la seva predecessora no tenia

## Premis
L'European Imaging and Sound Association (EISA) va atorgar el premi com a la millor càmera professional 2020-21.
El 2021 aquesta càmera va guanyat el premi de Technical Image Press Association (TIPA) com a millor càmera reflex digital professional.

## Actualitzacions
El 2020 Canon, va llançar l'actualització de firmware V1.1.0, la qual va millorar els següents aspectes:
- Corregeix l'error que podia aparèixer quan el nivell electrònic estava configurat en "Mostrar" a la pantalla del visor, i es pressionava l'obturador o el botó AF-ON
- Afegeix l'opció de gravar video a 1080p i 4K a 23,98 fps (usat per televisió i cinema)
- Augment de la velocitat de transferència per cable LAN
- Afegeix la funció "navegar en remot"
- Afegeix l'opció de només transferir les imatges protegides

El 2021, Canon va llançar l'actualització de firmware V1.5.0, la qual afegeix la possibilitat de gravar vídeo amb C-Log (corba logarítmica) com la gamma d'EOS Cinema.
El 2021, Canon va llançar l'actualització de firmware V1.6.0, la qual va millorar els següents aspectes:
- Millora el rendiment respecte a la detecció de cara quan s'utilitza casc o ulleres en diferents esports d'hivern
- Millora l'estabilitat durant transferència FTP
- Soluciona un problema en el qual es produeix soroll als contorns dels objectes brillants quan s'utilitza la gravació C-Log

## Inclòs a la caixa[14]
- Càmera EOS-1D X Mark III
- Ocular EG
- Bateria LP-E19
- Carregador de bateria LC-E19
- Cable d'interfície IFC-100U (USB-C)
- Protector del cable
- Corretja
- Manual d'usuari

## Accessoris compatibles
- Tots els objectius amb muntura EF
- Flaixos amb muntura Canon
- Micròfons amb entrada de Jack 3,5 mm
- Auriculars amb entrada de Jack 3,5 mm
- Targetes de memoria CFexpress
- Cable mini HDMI (tipus C)